# 雀田站
雀田站（日语：／ Suzumeda eki */?）是位於山口縣山陽小野田市大字小野田字小中原，西日本旅客鐵道（JR西日本）的小野田線車站。本站同時亦是前往長門本山站的支線（本山支線）分支點與轉乘站。現時為簡易委託站，並由廣島支社旗下的「山口地區統括部」負責管理。
車站位於山陽小野田市南邊，靠近宇部市邊界。車站南邊400米設有山陽小野田市立山口東京理科大學，西南方亦有山陽小野田市立龍王中學，因此相對有較多的通學乘客。

## 車站構造

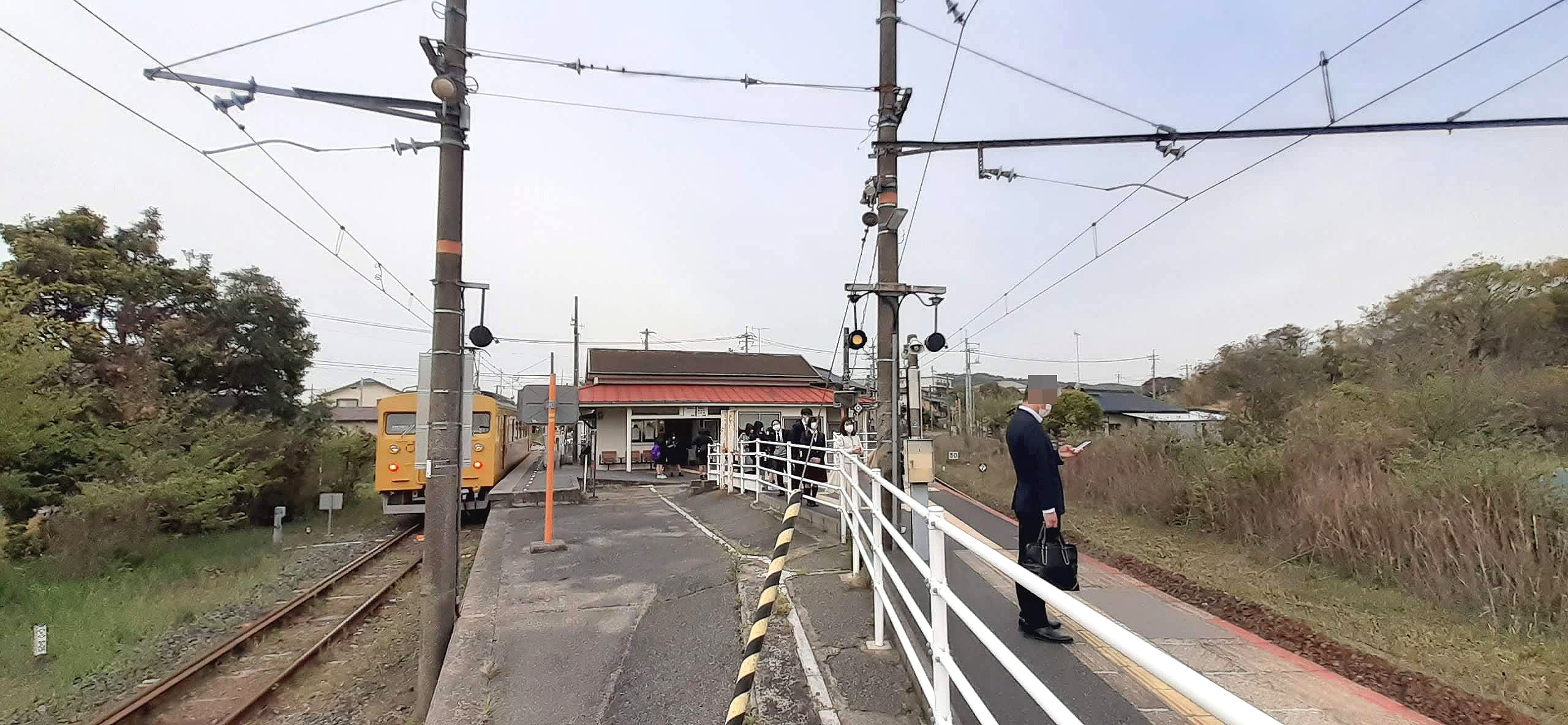
車站月台。左邊月台為本山支線，右側為小野田線本線。（2021年4月）

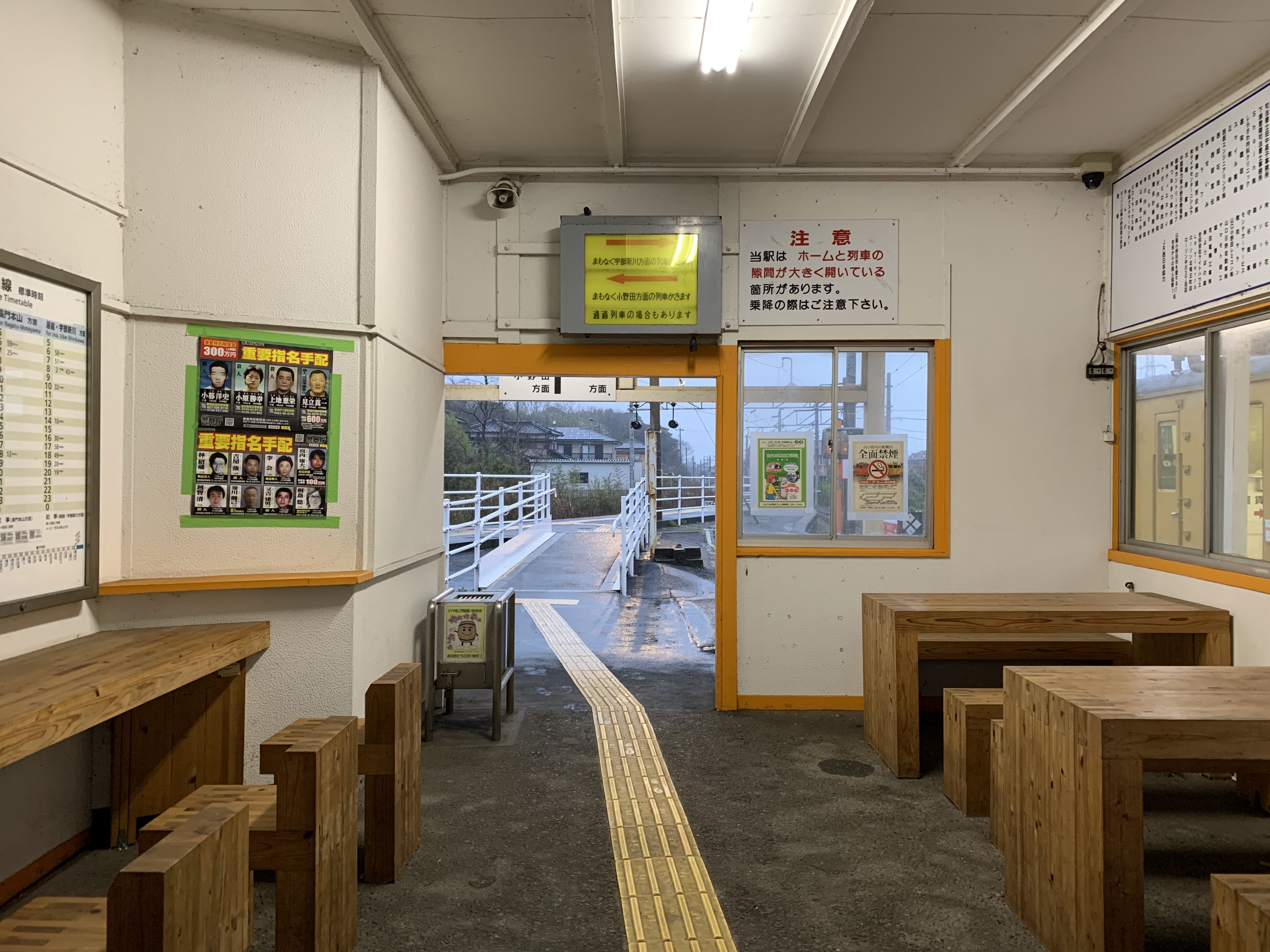
候車大堂（2021年3月）

站房建於本線及支線中間的三角地上。車站入口位於站房右側，左側為已停止使用的舊站務室及宿舍，入站後即為候車大堂，大堂內設置了多張以木材所製成的候車座椅及枱，盡頭為開放式閘口，原來的驗票窗口則已被圍封，閘口頂方仍保留舊式到站方向燈箱，特別顯示由長門本山開出、往宇部新川方向的列車，以及往小野田方向的列車。2018年，透過山口東京理科大學的學生及當地居民的協助，將車站進行翻新，並塗上代表該校的代表色橙色。
站外設有投幣式電話亭及有蓋單車停泊場。

### 月台

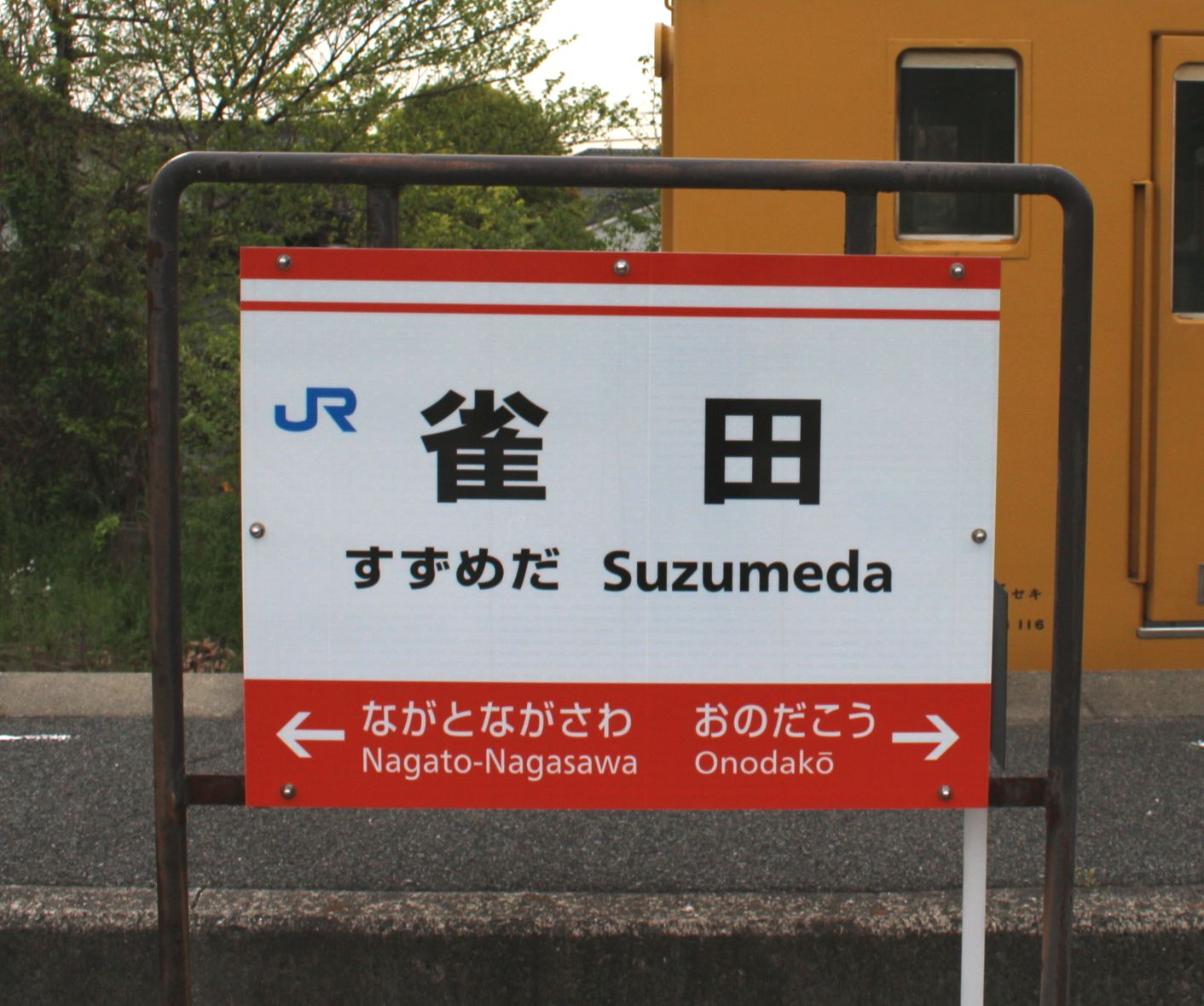
轉用了應援山口雷法足球會的橙色月台站牌。（2021年4月）

設有因應線路及站房設計而形成的「Y」形月台，使本線與本山支線擁有各自的月台。長度均為約40公尺，有效長度為2輛。當中由於駛入長門支線的列車大都為1輛編成，因此採用較近站房的一端進行上落。因應轉換使用列車，兩個月台都在2010年時進行了改善工程，把原來的月台加高至可以對應123系列車，同時也加設了無障礙斜度，使使用輪椅的乘客也能使用。
由於列車進站前已經分流，所以兩個月台均視為單線路段中的雙向月台，同線列車不可以在原有月台、或另一個月台進行交匯；但是若為本線與支線的交匯則容許。現時每天以下班次則會出現列車交匯：
| 支線                   | 本線                   |
| ---------------------- | ---------------------- |
| 06:51/06:56 長門本山行 | 06:55 宇部新川行       |
| 07:14 本站止           | 07:16/07:17 小野田行   |
| 07:41/07:50 宇部新川行 | 07:44/7:45 小野田行    |
| 18:12 長門本山行       | 18:09/18:10 小野田行   |
| 18:46/19:21 宇部新川行 | 18:53/18:54 宇部新川行 |

線路繼電所及洗手間均設於本線向小野田方向的末端，其中洗手間背面（位於月台外，站房入口旁）繪有由山陽小野田市立山口東京理科大學學生所製作、表示本站為該校最近車站的文宣壁畫。2020年，為振興小野田線的使用量，以及作為對該縣J2足球隊的山口雷法足球會的支持，當地居民與JR西日本達成共識，把本站和鄰站南中川站的月台站牌，由JR標準藍色改成為球隊主色的橙色站牌。
原則上，本站月台並沒有設置月台編號，月台上只以「長門本川方面」、「宇部新川、新山口、小野田方面」標示，但在列車營運上（即駕駛員駕駛時的時間表），支線月台稱為0號，本線月台則稱為1號。
| 月台 | 路線                  | 上下行 | 方向         | 備註                             |
| ---- | --------------------- | ------ | ------------ | -------------------------------- |
| 南邊 | ■小野田線（本山支線） | 下行   | 長門本山方向 | 以本站為起訖的區間車亦會在此停靠 |
| 南邊 | ■小野田線（本山支線） | 上行   | 宇部新川方向 | 從長門本山站出發的列車使用       |
| 北邊 | ■小野田線             | 上行   | 宇部新川方向 |                                  |
| 北邊 | ■小野田線             | 下行   | 小野田方向   |                                  |

## 歷史
- 1929年5月16日：宇部電氣鐵道（日语：宇部電気鉄道）沖之山舊礦站（後來為宇部港站（日语：宇部港駅））至居能停留場至雀田停留場至新沖山站之間開通，雀田停留場啟用。
- 1937年1月21日：前往本山站（現時：長門本山站）的支線開通。同時升格為停車場。
- 1941年11月29日：宇部電氣鐵道合併至宇部鐵道（日语：宇部鉄道），成為宇部鐵道車站。
- 1943年5月1日：宇部鐵道被國有化。成為宇部西線車站。
- 1947年10月1日：宇部西線雀田站至小野田港站之間開通，現時小野田線路線全線開通。同時，宇部西線的末端雀田站至新沖山站之間廢線。
- 1948年2月1日：宇部西線改名為小野田線，成為小野田線車站。
- 1985年2月1日：降為無人車站（簡易委託）。
- 1987年4月1日：隨國鐵分割民營化，車站由西日本旅客鐵道（JR西日本）營運。
- 2010年5月25日：小野田線月台進行加高工程[4]。
- 2018年8月1日：站房翻新及重新塗漆。

## 使用狀況
以下為近年使用人次：
| 乘車人次變化 | 乘車人次變化 |
| 年度         | 1日平均人次  |
| ------------ | ------------ |
| 1999         | 214          |
| 2000         | 213          |
| 2001         | 214          |
| 2002         | 204          |
| 2003         | 184          |
| 2004         | 194          |
| 2005         | 188          |
| 2006         | 174          |
| 2007         | 180          |
| 2008         | 176          |
| 2009         | 164          |
| 2010         | 182          |
| 2011         | 180          |
| 2012         | 157          |
| 2013         | 143          |
| 2014         | 119          |
| 2015         | 145          |
| 2016         | 160          |
| 2017         | 155          |
| 2018         | 144          |
| 2019         | 137          |
| 2020         | 95           |
| 2021         | 127          |
| 2022         | 141          |

## 相鄰車站
西日本旅客鐵道（JR西日本）
■小野田線（本線）
長門長澤－雀田－小野田港
■小野田線（本山支線）
雀田－濱河內

### 曾經存在的路線
運輸省鐵道總局（國有鐵道）
宇部西線
（長門長澤－）雀田－新沖山
- 在國有化前，設有松原停留場中途站。

## 外部連結
- 雀田｜車站資訊：JR出門網 - 西日本旅客鐵道（日語）